# Arnoud Nijssen

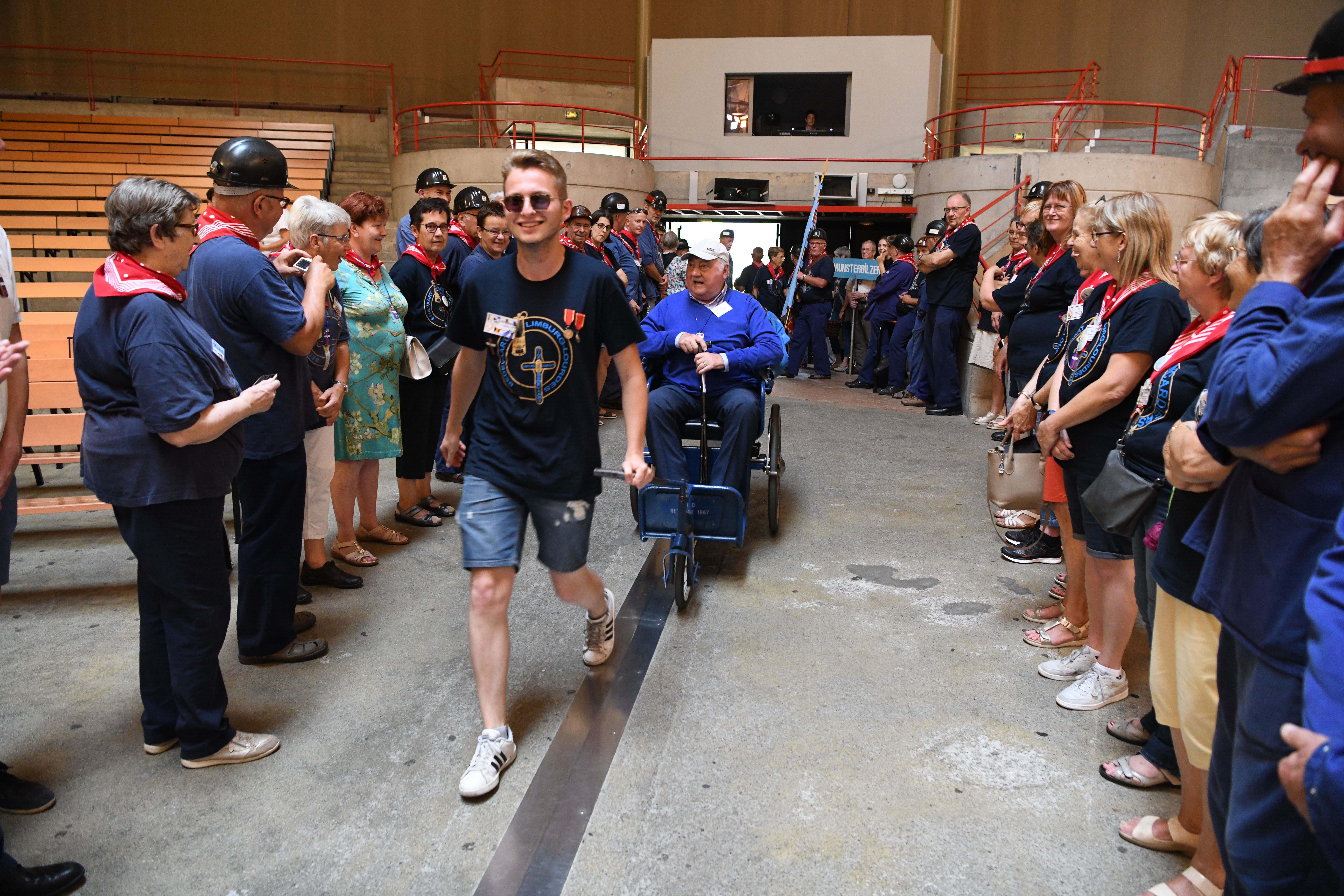
Arnoud Nijssen als brancardier tijdens zijn jaarlijkse bedevaart naar Lourdes (2019).

Arnoud Maria Frans Nijssen (Sint-Truiden, 14 april 1994) is een Belgisch politicus voor de CD&V. Sinds 1 januari 2019 is hij schepen in Nieuwerkerken.

## Levensloop
Van opleiding leraar wiskunde en geschiedenis, richtte hij in 2017 samen met Pieter Neirinckx Dépot d'histoires op. 
Bij de gemeenteraadsverkiezingen van 14 oktober 2018 stond Nijssen als nieuwe kandidaat op de lijst van CD&V. Tegen de verwachting in werd hij vanop de tiende plaats verkozen als vierde verkozene binnen zijn partij. Op 3 januari 2019 legde hij de eed af als schepen en als voorzitter van het Bijzonder comité voor de sociale dienst. Zijn bevoegdheden als schepen zijn onder andere sociale zaken, senioren, vrijwilligersbeleid en ontwikkelingssamenwerking.
Nijssen kwam op als veertiende opvolger bij de Vlaamse verkiezingen van 26 mei 2019 in de kieskring Limburg voor CD&V.